# Tom Owen
Willis Thomas Owen (Shreveport, 1º settembre 1952) è un ex giocatore di football americano statunitense che ha giocato nel ruolo di quarterback nella National Football League (NFL). Al college giocò a football alla Wichita State University.

## Carriera professionistica
Owen fu scelto nel corso del tredicesimo giro (322º assoluto) del Draft NFL 1974 dai San Francisco 49ers. Con essi disputò due stagioni prima di passare nel 1976 ai New England Patriots con cui rimase fino alla stagione 1981. Nel 1982 firmò con i Washington Redskins con cui vinse il Super Bowl XVII come riserva di Joe Theismann. Chiuse la carriera nel 1983 con i New York Giants.

## Palmarès

### Franchigia
- Super Bowl : 1

Washington Redskins: Super Bowl XVII
- National Football Conference Championship: 1

Washington Redskins: 1982

### Individuale
- PFWA All-Rookie Team - 1974

## Statistiche
| Yard passate      | 2.300 |
| Touchdown         | 14    |
| Intercetti subiti | 26    |
| Passer rating     | 52,5  |